# Lexy
Lexy é uma comuna francesa na região administrativa de Grande Leste, no departamento de Meurthe-et-Moselle. Estende-se por uma área de 5,99 km². Em 2010 a comuna tinha 3 849 habitantes (densidade: 642,6 hab./km²).